# جناح (ستاره)

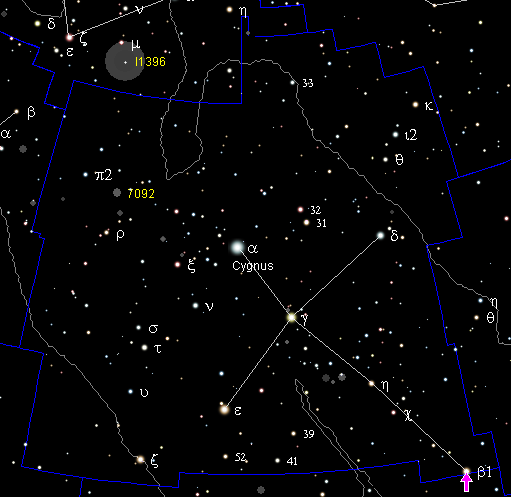
نمایی از محل‌وموقعیت ستارهٔ (جناح) اپسیلون ماکیان

جِناح (بال) یا اپسیلون ماکیان یک ستاره است که در صورت فلکی ماکیان قرار دارد.
در نقشه‌های قدیمی دانشمندان خاورزمین این ستاره به عنوان بال ماکیان ترسیم می‌شد.